# Пемфис
Пемфис (лат. Pemphis) — род цветковых растений семейства Дербенниковые.

## Описание
В зависимости от условий произрастания пемфис может принимать форму кустарников или небольших густо ветвящихся деревьев. Все его части покрыты сероватыми шелковистыми волосками. Листья супротивные, черешки отсутствуют или малозаметны. Длина листа в 2—4 раза превосходит его ширину. Цветки пазушные, одиночные или парные, актиноморфные, лепестки белые или бледно-розовые, опыляются пчёлами. Цвет плодов варьирует от красного до коричневого. Многочисленные семена имеют угловатую форму. Семена обладают плавучестью, что способствует их распространению по побережьям и коралловым рифам. Могут преодолевать расстояния, плавая в обломках пемзы, а также на ветвях, переносимых птицами для строительства гнёзд. Цветёт и плодоносит круглый год.

## Места произрастания
Произрастает на скалистых и песчаных побережьях в верхней части приливно-отливной зоны, часто несколько выше её. Несмотря на выносливость и устойчивость, произрастать в других условиях не может. Является дополнительным компонентом мангровых лесов.
Ареал находится в Старом Свете, захватывает побережья Тихого и Индийского океанов. В Азии пемфис кисловатый встречается в Индонезии, Японии, на Филиппинах, в Малайзии, Сингапуре, Шри-Ланке, Вьетнаме, Таиланде. Можно встретить на северо-востоке и северо-западе Австралии, в Папуа на Новой Гвинее, на Соломоновых островах, в Микронезии, на Фиджи, Гуаме, Новой Каледонии, Палау. На востоке ареал достигает островов Тонга в Океании. Вдоль побережья Индийского океана встречается на Мальдивах, Сейшелах, в Мозамбике и Танзании.

## Использование

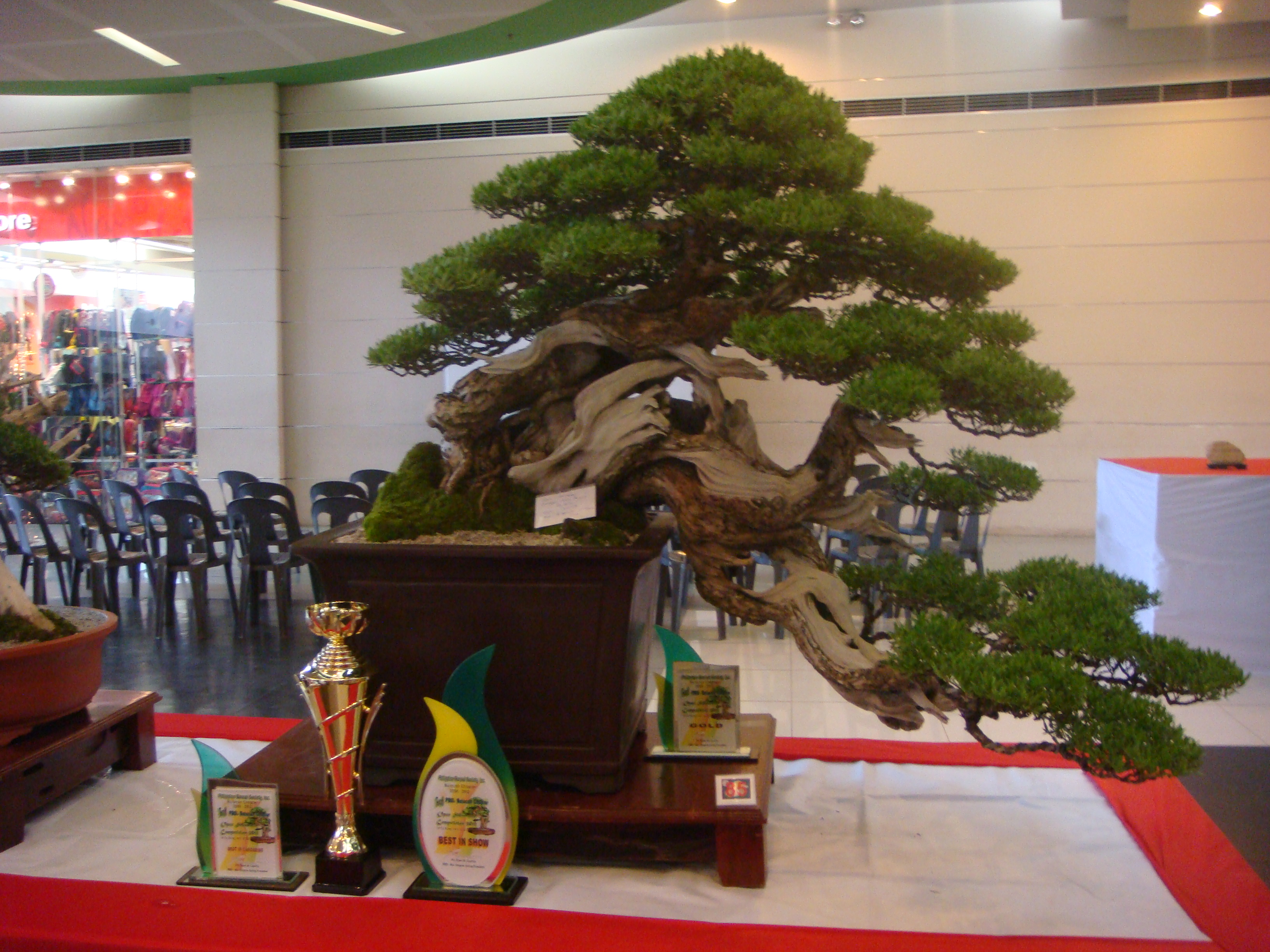
Pemphis acidula, Бонсай

Выращивается как декоративное растение в искусстве бонсай. Древесина используется на топливо и в некоторх местах как материал. Несмотря на то, что древесина пемфиса плохо поддаётся обработке, она используется там, где требуется высокая прочность, плотность, твёрдость, жёсткость, например для тростей, рукояток, заборов. Листья пемфиса кисловатого используют для салатов.

## Виды
Типовым видом является Пемфис кисловатый (Pemphis acidula), долгое время считавшийся единственным представителем рода. Сейчас к роду относят ещё по крайней мере один вид — Pemphis madagascariensis. 
Пемфис кисловатый внесён в Красный список угрожаемых видов МСОП.